# 神田カルチェ・ラタン闘争

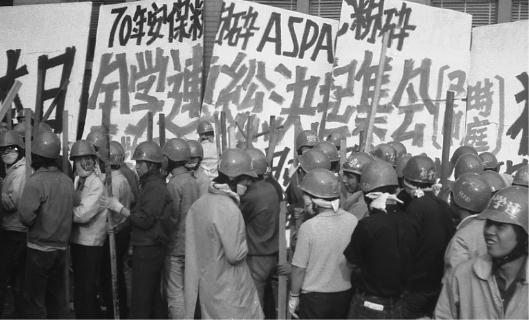
神田カルチェ・ラタン闘争に入る前には、中央大学中庭で集会が催された

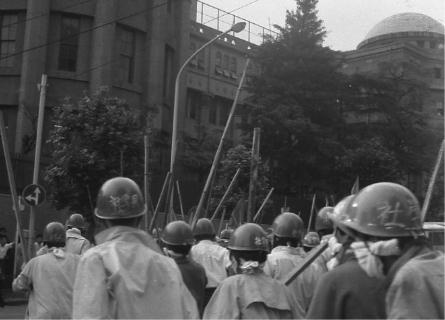
中大中庭から駿河台の明大通りに進出したブントの学生たち

神田カルチェ・ラタン闘争（かんだカルチェ・ラタンとうそう）は、1968年6月21日に社会主義学生同盟（社学同。共産主義者同盟の学生組織）が東京神田駿河台の学生街で起こした解放区闘争。駿河台の明大通り2か所にバリケードを築いたが機動隊に突破された。

## 用語
カルチェ・ラタンはフランス・パリ市の地区名。パリ大学やグランゼコールなどの諸学校が集中しており、1968年にフランス学生のデモである五月革命の舞台となった。

## 概要
1968年8月にオーストラリアで、アジア太平洋協議会会合（アスパック）の開催が計画されており、日本からも外務大臣が出席の予定であった。社学同は、この会議が日本帝国主義のアジア再侵略への一歩であり、70年安保の実質化であると位置づけていた。
そこで1968年6月21日、アスパック開催抗議の実力闘争を組もうとして、この「神田カルチェ・ラタン闘争」を呼びかけた。各地から集まった社学同700名は、同日昼過ぎから駿河台の中央大学中庭で集会を開いた後、「神田を日本のカルチエ・ラタンにせよ」というスローガンで闘争を展開し、明大通りの明治大学記念館前（現在のリバティタワー前）と同大学院前（現在のアカデミーコモン前）の2か所に、中央大学や明治大学から持ち出した机などを使ってバリケードを築いた。
しかし機動隊がバリケード撤去に来ると、赤ヘルメットの学生たちは群衆を隠れ蓑にして投石し、さらに明大校舎内に逃げ込む戦術をとったため、機動隊は排除に手こずった。結局、午後8時半ごろから雨が降り始めたため、社学同は明大大学院前で約3000人の学生を集めて集会を行ってから解散した。
この騒動のため国電は御茶ノ水駅で1時間近くストップし、中央・総武両線で計40本が運休、76本が最高40分遅れ、約20万人の足に影響が出た。

## 背景
1968年には、世界的にベトナム反戦運動が盛り上がった。「沈黙することは戦争に手を貸すこと」という雰囲気さえ醸成されていた。ソルボンヌ大学（パリ大学の文学・語学部門）では、学制改革を要求する学生の激しい闘争で、カルチェ・ラタンやサンミッシェルで解放区を実現しただけではなく、労働者のストライキと工場占拠に波及し、フランスの5月革命と呼ばれる状況を引き出していた。イタリアの諸大学でも、ベトナム反戦運動から波及した学生による大学占拠が起きたり、ベトナム反戦運動はヨーロッパ各国に広がっていた。
社学同は、中央大学（移転前であり、理工学部以外は駿河台にあった）と明治大学に多くの同盟員・シンパ（sympathizer）がいたことから、パリの学生運動の拠点であったカルチェ・ラタンになぞらえて、駿河台で解放区闘争を組もうとしたものであった。

## 運動の中心になった大学
- 中央大学
- 明治大学
- 日本大学

## 参加を拒否したとされる大学
- 専修大学 -米国の大学を模範としているため反米運動に参加しなかったと推察される。

## 影響
1968年から1969年にかけて、全国の大学に学生運動が広がり、全共闘が結成される大学も多かった。街頭デモでは、そうした学生と機動隊が激しく衝突することが多かった。こうした衝突で神田地区におけるものを、広く比喩的に「神田カルチェ・ラタン」と呼ばれた事もあり、当時の学生運動参加者の使用例には以下がある。「（1969年1月18日）中大、明大などの学友とともに神田・お茶の水カルチェラタン解放区闘争を闘い、順天堂病院から、東大構内への進攻をはかる」。